# Erythranthe breviflora
Erythranthe breviflora är en gyckelblomsväxtart som först beskrevs av Charles Vancouver Piper, och fick sitt nu gällande namn av Guy L. Nesom. Erythranthe breviflora ingår i släktet Erythranthe och familjen gyckelblomsväxter. Inga underarter finns listade i Catalogue of Life.